# Haagse Bos
Haagse Bos (pronúncia holandesa: [ɦaːxsə ˈbɔs], literalmente "Floresta de Haia") é um bairro retangular e uma floresta no distrito de Haagse Hout em Haia, Holanda, estendendo-se do antigo centro da cidade no sudoeste até a fronteira de Wassenaar no nordeste. É também uma das florestas remanescentes mais antigas do país. Durante a Segunda Guerra Mundial, o parque foi usado pelos alemães para o lançamento de foguetes V-1 e V-2.

## História
Originalmente, o Haagse Bos era uma seção de uma floresta maior que se estendia de 's-Gravenzande a Alkmaar. Isso foi chamado simplesmente de Die Hout (The Woods). O título acabou dando lugar ao nome Houtland (que significa literalmente "terras florestais") e mais tarde tornou-se Holanda. Desta floresta original, apenas o Haagse Bos permanece. Durante os reinados de Guilherme II e Florêncio V, a floresta foi consideravelmente reduzida para dar espaço e fornecer madeira para a crescente fortaleza próxima, o Binnenhof, e a vila vizinha de Haia. No entanto, mesmo na Idade Média, havia regras estritas para proteger o Haagse Bos de ser completamente derrubado, já que a floresta era uma área de caça popular dos condes holandeses.
Durante o início da Guerra dos Oitenta Anos, o Haagse Bos foi mais uma vez reduzido rapidamente para dar lugar a mais residentes de Haia. Em 1571, um sexto das florestas de carvalho foi cortado para construir defesas contra o Exército Espanhol. O chamado "Ato de Redenção", assinado em 1576 por Guilherme, o Silencioso, declarava que não seria permitido mais corte ou venda da floresta. Esta lei permanece até hoje. Durante a ocupação francesa no início do século XIX, a floresta estava prestes a ser derrubada, mas devido a sabotadores e atrasos nas obras, o plano nunca foi implementado. Após a ocupação francesa foram feitas as lagoas na floresta.
Na Segunda Guerra Mundial, a floresta foi usada pelo exército alemão como local de lançamento de seus foguetes V-1 e V-2. Uma tentativa dos Aliados de destruir esta instalação levou ao bombardeio acidental no distrito adjacente de Bezuidenhout. Desde 1899, a Administração Florestal Nacional da Holanda (o "Staatsbosbeheer") possui e administra o parque. Apesar de seu status protegido, duas rodovias principais cortam a floresta: a A12 e a Laan van Nieuw Oost Indië.